# The Florida Project
The Florida Project är en amerikansk dramafilm från 2017, regisserad av Sean Baker.
Filmen utspelar sig under en sommar i ett bostadsområde i närheten av Walt Disney World Resort i Florida. Området är menat som ett hotell och tillfälligt boende, men dess invånare är alla fattiga och tycks bo där närmast permanent. Monnee är en sexårig flicka, som tillsammans med sina jämngamla kompisar hittar på upptåg. Miljön är inte särskilt barnvänlig. Sexåringarna är konstant utsatta för diverse faror, alltifrån att deras vårdnadshavare blir vräkta till att sexualförbrytare försöker begå övergrepp. Bobby, manager på hotellet, får en slags dubbel roll. Utöver att driva in pengar från gästerna och reparera trasig utrustning, så tvingas han även hålla barnen undan trubbel.
Filmen blev genombrottet för regissören Sean Baker.

## Rollista (i urval)
- Brooklynn Prince – Monnee
- Willem Dafoe – Bobby